# Cementiri del Poblenou
El cementiri del Poblenou, també conegut com cementiri Vell (per oposició al de Montjuïc), és un recinte funerari situat al carrer del Taulat, 2 de Barcelona, catalogat com a bé cultural d'interès local. Durant els seus primers temps fou citat com a cementiri General, i durant molt temps va tenir el nom oficial de cementiri de l'Est.

## Història
Va ser inaugurat pel bisbe Climent l'any 1775, qui l'havia fet construir per raons d'higiene, avançant-se a la mesura que el 1787 obligava a traslladar fora de les muralles de la ciutat tots els cementiris i enterraments de les parròquies. És, doncs, el primer cementiri de la ciutat que va ser construït fora del perímetre emmurallat. Tot i això, els cementiris parroquials van trigar a deixar-se de fer servir, i els primers anys el cementiri del Poblenou va servir principalment per acollir definitivament les despulles que periòdicament es retiraven dels cementiris de l'interior de la ciutat per encabir-hi noves sepultures. El primer cementiri consistia en una porció de terra sorrenca del terme de Sant Martí de Provençals protegida per una tàpia, allà on fins llavors s'abandonaven les despulles resultants d'escurar les sepultures urbanes saturades.
El nou cementiri no va ser ben rebut pels barcelonins que no volien ser sepultats ni sepultar els seus familiars en un lloc solitari i allunyat ni pels clergues tradicionalistes que tenien en els enterraments dins els temples una important font d'ingressos. Durant l'ocupació francesa de la ciutat, les tropes napoleòniques instal·lades a la Ciutadella enderrocaren el cementiri al·legant que obstaculitzava la defensa de dita fortalesa l'any 1813. Un cop expulsats els francesos, ningú es preocupà realment de la seva reedificació, fins que el bisbe Pau de Sitjar i Ruata l'encarregà a l'arquitecte italià Antonio Ginesi, que entre 1816 i 1819 materialitzà un dels projectes de major envergadura del neoclassicisme barceloní, reflectint els gustos estètics de l'època, però incloent algunes referències a l'antic Egipte, com un disc solar a la façana de la capella i les cases del capellà i del guarda, o el remat en forma de piràmide a l'entrada. Ginesi, que també era vicecònsol del Gran Ducat de Toscana, es va inspirar en els cementiris de tipus mediterrani com el construït a Pisa a finals del segle xviii. Data d'aquesta època la creu que s'erigí en mig del cementiri en memòria de les víctimes de l'epidèmia de febre groga de 1821, que va causar més de 6.000 morts a Barcelona. L'obra seria rematada pel portal principal, dissenyat per Josep Mas i Vila l'any 1840 en substitució de la simple porta prevista per Ginesi en el projecte original.
Aviat el cementiri quedà petit i el recinte fou ampliat entre 1849 i 1852 sota la direcció dels arquitectes Joan Nolla i Cortès i Miquel Garriga i Roca, que dissenyaren la plaça circular enjardinada de la porta principal i el "departament segon", pati posterior on es construirien els grans panteons de la burgesia, on es concentren una bona mostra de les obres dels millors arquitectes i escultors de la segona meitat del segle xix, d'estil eclèctic, neoclàssic i modernista. Aquesta ampliació es justificà no tan sols per la manca d'espai, sinó per motius socials, ja que el cementiri de nínxols unitaris de Ginesi no satisfeia el gust per la sumptuositat de la nova burgesia. Es pretenia, per tant, monumentalitzar l'espai.
A partir del 1880 es reservà un petit espai per a d'altres religions anomenat Cementiri dels Protestants, avui desaparegut. I en aquella mateixa època es construí el departament tercer, un espai reservat a les fosses comuns de les classes més baixes, dominat per una gran creu cèltica en honor de tots ells.
Amb la inauguració del Cementiri de Montjuïc l'any 1883, el del Poblenou perdé importància, fins a arribar a la decadència total del segle xx. Durant el franquisme, l'alcalde Porcioles fomentà l'abandó total del cementiri, ja que havia previst una fructuosa promoció immobiliària al voltant d'un jardí que mai es produí.
El cementiri de Poblenou ha esdevingut un símbol de la Barcelona moderna i en ell hi reposen catalans il·lustres com el mateix Antonio Ginesi, Narcís Monturiol, Josep Anselm Clavé, Valentí Almirall, Narcís Oller, Frederic Soler «Pitarra,» Lola Anglada, Mary Santpere o el marquès de Vilallonga. En la realització dels monuments funeraris del cementiri hi participarien arquitectes com Josep Oriol Mestres, Josep Fontserè, Elies Rogent, Josep Vilaseca, Francesc de Paula Villar, Enric Sagnier, etc.

## Descripció
L'accés principal es produeix a través d'una àmplia plaça de planta semicircular orientada a l'Avinguda d'Icària. Aquesta plaça conté una avinguda central que dona pas a la porta principal i que es presenta flanquejada per palmeres, plataners i xipreres envoltant dos estanys circulars amb llurs fonts ornamentals de pedra. La plaça està delimitada per una reixa en forma d'hemiscicle que presenta el basament i els pilons de pedra, ornats amb corones mortuòries i granades (atribut de Proserpina, deessa de la vida, la mort i la resurrecció). Els barrots de la reixa son de ferro forjat ornats amb creus i els pilons son coronats de hídries de ferro colat. El portal principal està flanquejat per dos alts obeliscs sobre un basament amb inscripcions bíbliques lligades a la fidelitat i l'esperança, flanquejades per torxes flambejants en al·lusió a la llum eterna. Damunt d'aquestes inscripcions s'hi alcen dues escultures de pedra i aplics de coure que són l'al·legoria de la fidelitat (amb un crucifix i un calze) i l'esperança (amb una àncora i una fulla de palma). Als peus d'aquestes escultures obrades per Francesc Pagès Serratosa s'hi llegeix Fides i Spes.
Al fons d'aquesta plaça semicircular s'alça la façana d'accés al primer departament, configurat per un mur amb arcs perforats de mig punt d'obra revestida de morters del que sobresurten tres pavellons del mateix material. Els pavellons laterals tenen forma de cub coronat per un frontó trencat. Tanmateix, la seva façana presenta la forma en perfil d'una falsa piràmide sobre tres graons de pedra. La piràmide acull un portal flanquejat per columnes dòriques i un arc cec cassetonat que acull una llàntia de ferro colat. Aquestes piràmides al·ludeixen a la cultura funerària egípcia. El pavelló central, fet de pedra, presenta un pòrtic flanquejat per dues parelles de robustes columnes dòriques. El túmul que corona aquest pòrtic acull un relleu amb un crismó dins d'una corona vegetal. Remata el conjunt una gran escultura en marbre blanc obrada per Agapit Vallmitjana que representa l'àngel del Judici Final assegut i amb una trompeta de bronze a la mà. Sota seu, una placa de marbre i bronze diu resurrectionis horam mortuorum expecto o espero l'hora de la resurrecció dels morts. La façana posterior d'aquest pavelló, ja dins del recinte, presenta dues columnes dòriques que sostenen un frontó triangular que acull l'escut i la placa commemorativa del bisbe Sitjar amb motiu de la segona inauguració del cementiri l'any 1819.
El primer departament està articulat al voltant de dos eixos que es creuen en el centre del recinte, formant quatre grans illes de nínxols igualitaris amb alguns panteons en el centre. A la intersecció dels dos carrers s'hi bastí una plaça aixamfranada flanquejada per obeliscs coronats de gerros de ferro colat. Al bell mig hi sobresurt el monument a les víctimes de la febre groga de 1821, consistent en un gran crucifix sobre un basament ornat de columnes dòriques i acroteris dins d'un parterre.
Al fons de l'eix central, contraposada al pavelló d'accés, s'hi troba la capella del cementiri, en un terreny elevat salvat per dues rampes que adopten la forma semicircular de la placeta que la precedeix. Sobre una escalinata de pedra, la capella presenta el seu pòrtic dòric coronat amb un entaulament amb la inscripció defunctorum quieti et solatio sacrum o repòs de difunts i solar sagrat. Aquest entaulament queda rematat per un frontó ornat amb dues urnes de ferro colat i un relleu del mateix material que representa un ouroboros dins d'un disc solar alat. Aquest símbol consistent en una serp mossegant-se a la cua prové de la tradició grega i representa l'etern retorn o la resurrecció. Per damunt d'aquest frontó encara sobresurt la nau del temple, cobert per una teulada a doble vessant i tancat per un frontó amb uns relleus de ferro colat que representen dos àngels sostenint l'ull de Déu dins un triangle resplandent. A banda i banda de la capella s'hi obren dues galeries de columnes que donen accés al departament segon, al mateix temps que abracen l'absis posterior de l'edifici, cobert amb una volta hemiesfèrica amb escates de ceràmica vidrada de colors.
El departament segon, espai rectangular destinat a la construcció de panteons, es presenta tancat per quatre galeries d'arcs que contenen capelles. Al fons, alineat amb la capella del cementiri, s'hi alça l'arxiu o antiga sala de juntes, un pavelló quadrangular en forma de temple grec, amb un pòrtic tetràstil dòric i un frontó triangular. Disposats en funció d'una xarxa ortogonal de carrers s'hi alcen els panteons monumentals de les classes benestants, alguns d'ells obrats pels principals mestres de cases i escultors de la Barcelona vuitcentista amb excel·lents exemplars d'escultura, del romanticisme al noucentisme.

## Galeria d'imatges

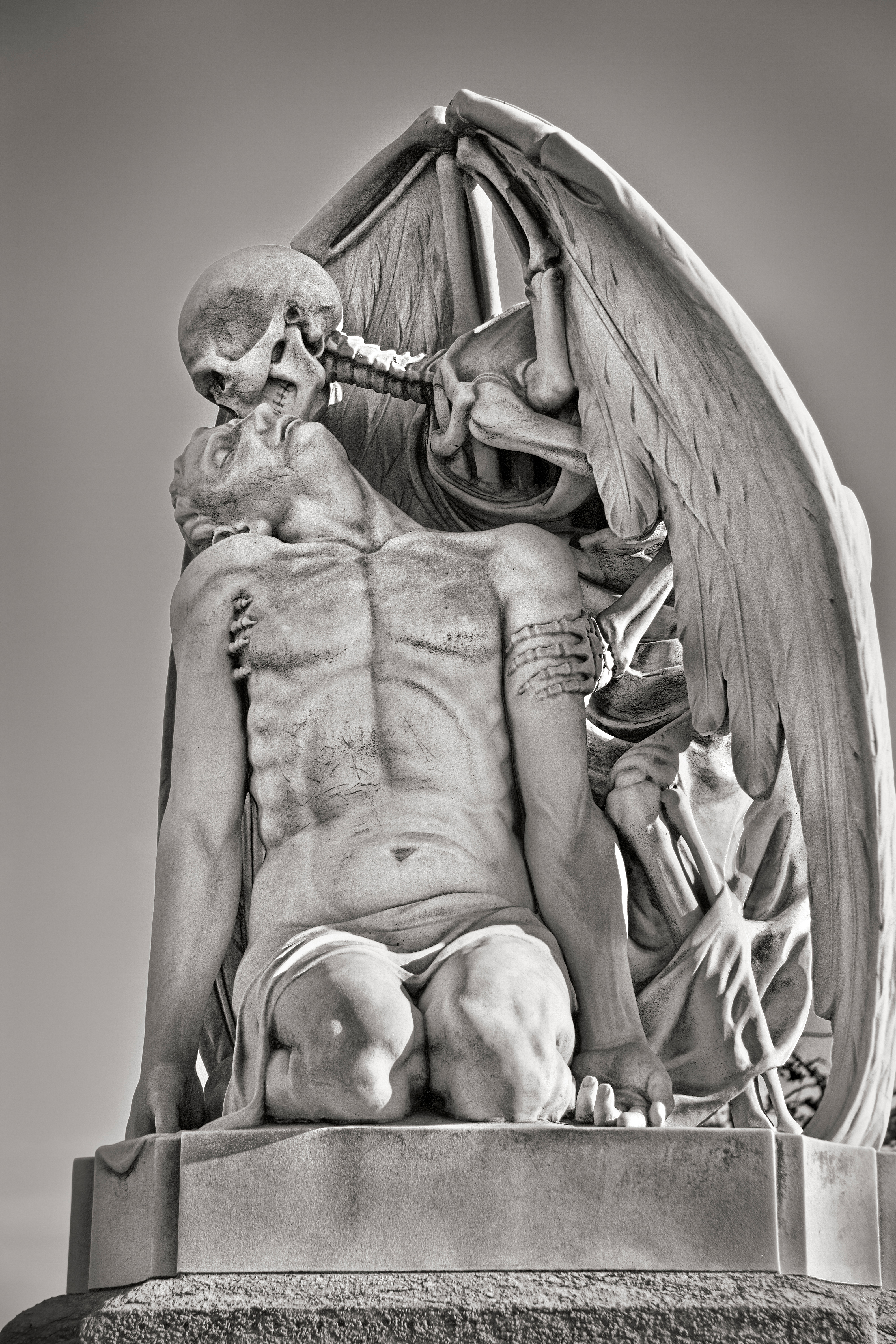
Escultura El petó de la mort
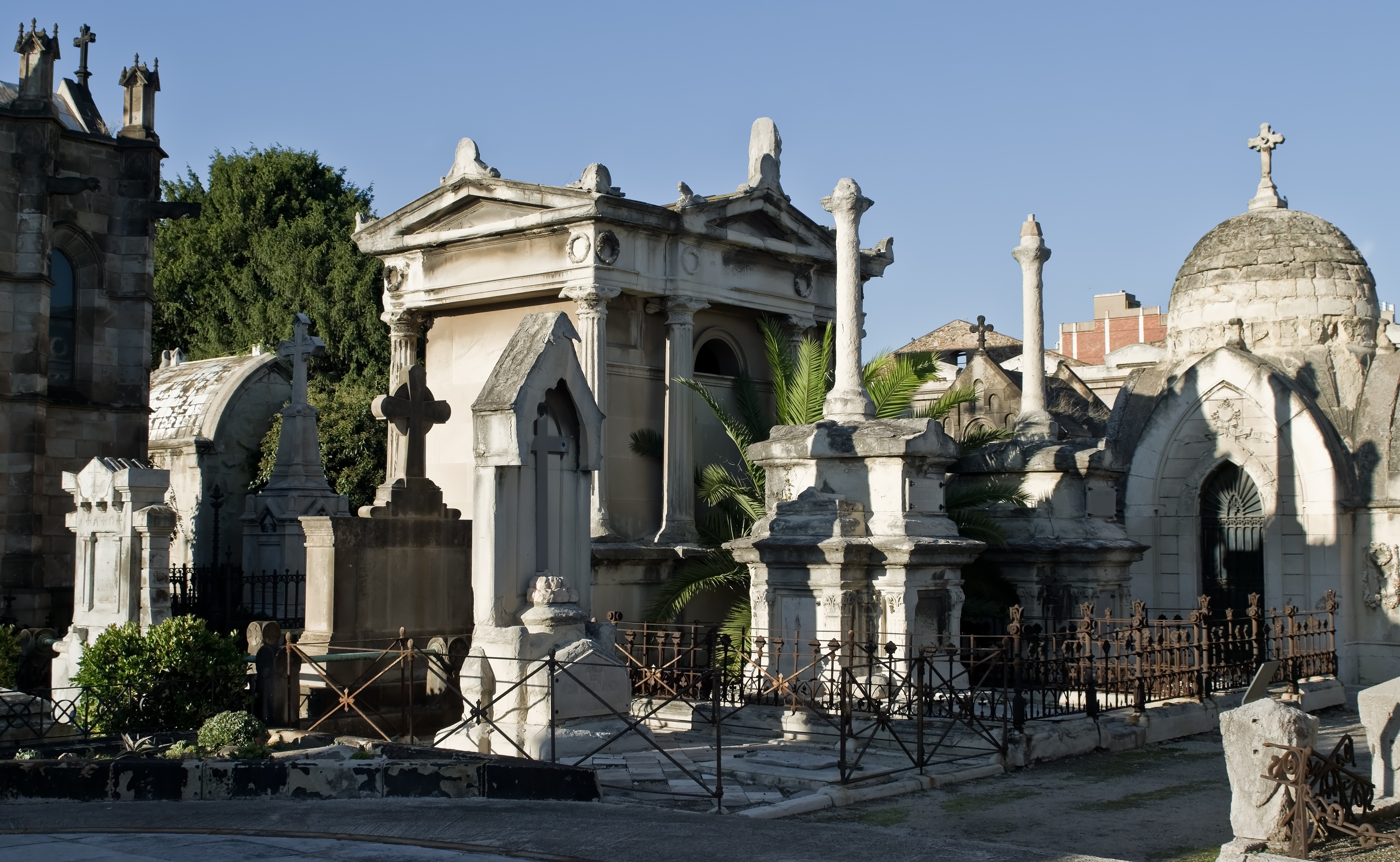
Panteons
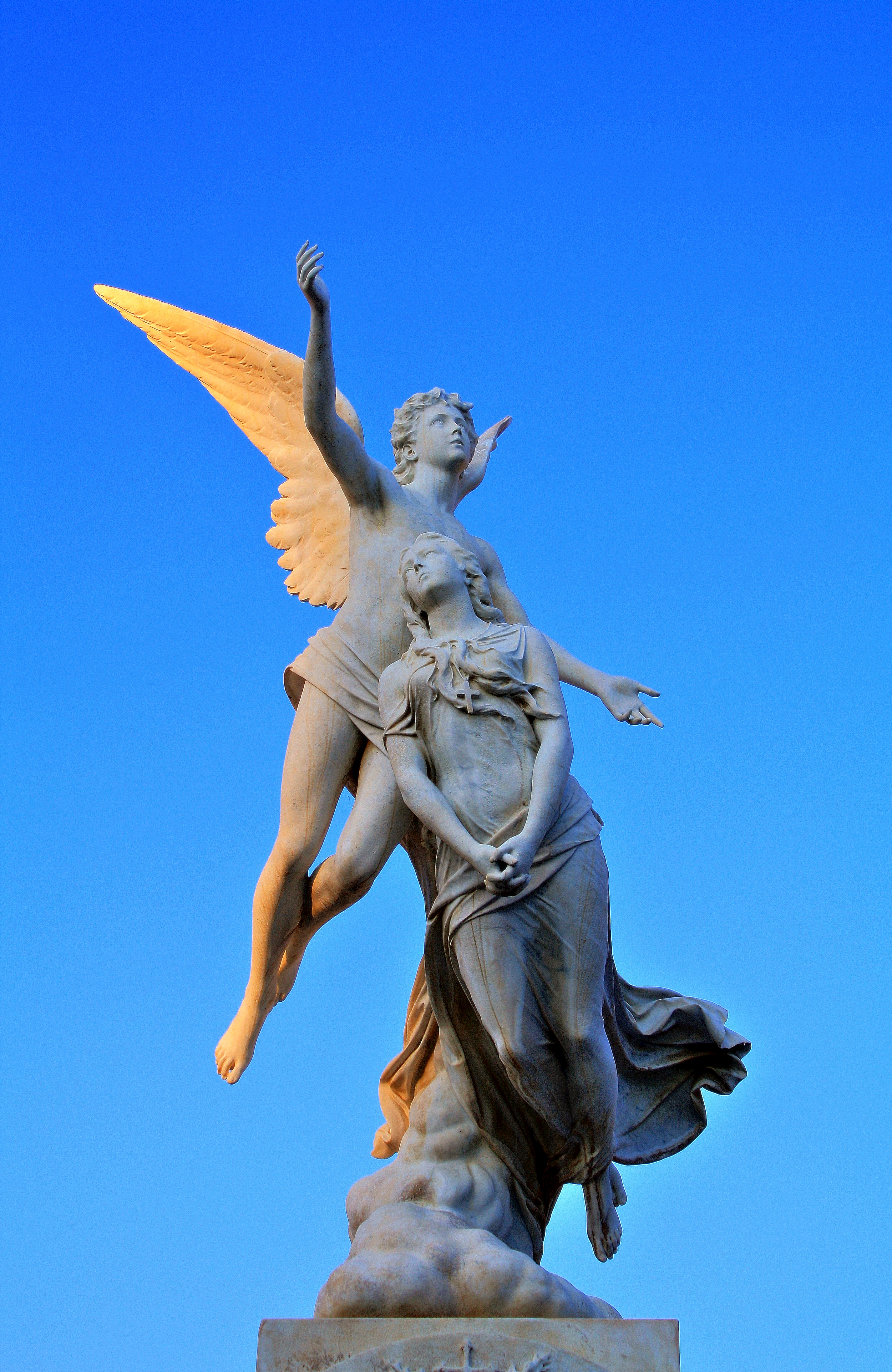
Escultures d'un panteó
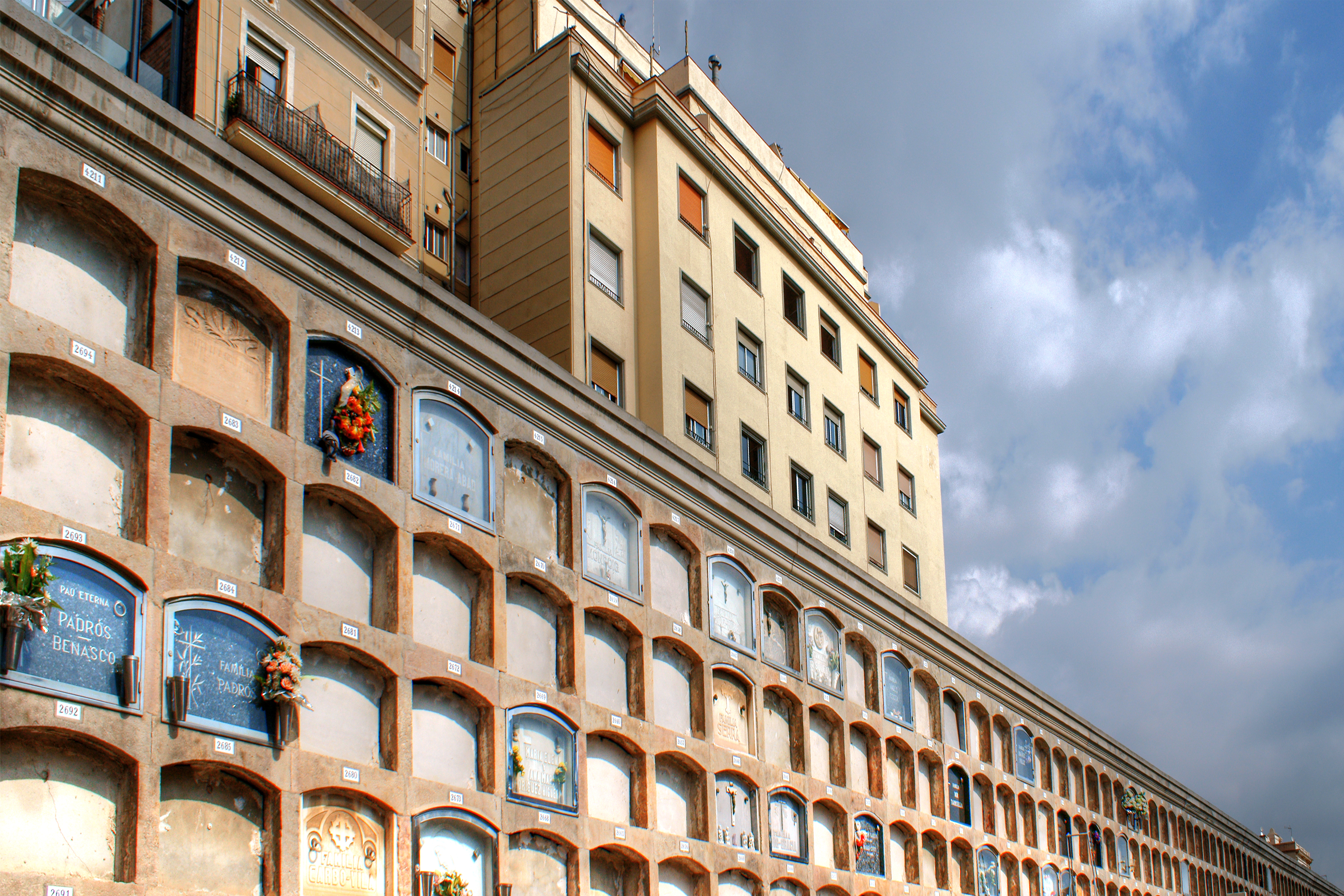
Perspectiva dels nínxols

## Personalitats enterrades[calcitació]
Llista de personalitats per ordre cronològic de mort:
- Antoni de Capmany (Barcelona 1742 - Cadis 1813), historiador, filòleg i polític (restes portades en 1877, a la capella; restes desaparegudes en 1936)
- Gabriel Bonaplata (m. Barcelona, 1819), fabricant d'indianes (Dep. I, tanca 1a, làpida 6)
- Raimon Ferrer (Barcelona, 1777 - 1821), oratorià i historiador (sota el panteó dels morts per l'epidèmia de 1821)
- Erasme de Gònima i Passarell (Moià, 1746 - Barcelona, 1821), industrial barceloní, fabricant d'indianes. (Dep. II, arc capella 40).[6]
- Antoni Brusi i Mirabent (Barcelona 1782 - 1821), impressor i editor del Diari de Barcelona, i els seus continuadors, la seva esposa Eulàlia Ferrer, i son fill Antoni Brusi i Ferrer (Dep. II, panteó 206, sota el nom Familia Brusi)
- Baltasar Bacardí i Tomba (Barcelona, 1752 - 1822), empresari i comerciant d'indianes
- Fèlix Amat de Palou i Pont (Sabadell, 1750 - Barcelona, 1824), escriptor, filòsof, lexicògraf i teòleg (Dep. II, peristil)
- Antonio Ginesi (Itàlia, 1791 - Barcelona, 1824), arquitecte, autor del projecte del cementiri (a la capella; abans Dep. II, nínxol 1690)
- Francesc Salvà i Campillo (Barcelona, 1751 - 1828) metge, físic i meteoròleg (Dep. II, antigament mur, nínxol 3332)
- Josep Antoni Savall i Valldejuli (Barcelona, 1752 – 1831), farmacèutic  Farmacéutico
- Jaume Josep Ardèvol i Cabrer (la Vilella Alta, Priorat, 1773 - Barcelona, 1835), metge, polític i innovador (nínxol 3228)
- Antoni Cellers i Azcona (Lleida, 1775 - Barcelona, 1835), arquitecte neoclàssic (Dep. I, illa 1a, antigament nínxol 170)
- Francesc Aragonès (m. Barcelona, 1835 o 1838), frare franciscà i escriptor
- Guillem Moragues i Rullan (Petra, Mallorca, 1771 — Barcelona, 1836), jurista i polític (nínxol 9 de Sant Just i Pastor)
- Francesc Carbonell i Bravo (Barcelona, 1768 - 1837), químic i farmacèutic (Dep. II, antigament mur, nínxol 2162)
- Mariano Lagasca (Encinacorba, Saragossa, 1776 - Barcelona, 1839) botànic, director del Real Jardín Botánico de Madrid (Presbiteri, tomba buida: en 1995, se'n traslladaren les restes al seu poble natal) (Dep. II, peristil 8)
- Vicenç Cuyàs i Borés (Palma, Mallorca, 1816 - Barcelona, 1839), músic (Dep. II, antigament mur, nínxol 1386)
- Eulàlia Ferrer i Montserrat, esposa d'Antoni Brusi i Mirabent (Barcelona 1780 - 1841), empresària editorial i editora del Diari de Barcelona entre 1821 i 1838 (Dep. II, panteó 206, sota el nom Familia Brusi)
- Josep Marià de Cabanes i d'Escofet (Solsona, 1775 – Barcelona, 1842), arqueòleg i polític, primer alcalde de Barcelona (Dep. II, panteó 289)
- Miquel Ribera (Berga, 1816 - Barcelona, 1846), compositor i pianista (Dep. I, illa 3a, exterior, núm. 854)
- Fèlix Torres i Amat (Sallent 1772 - Madrid 1847), eclesiàstic, historiador de la literatura i hel·lenista, bibliògraf (Dep. II, peristil)
- Josep Rubió (Tàrrega, ca. 1770 - Barcelona, 1849), impressor, llibreter i editor (Dep. I, illa 3a, tanca exterior, nínxol 356)?
- Onofre Viada i Balanzó (Mataró, 1806 - Sant Gervasi de Cassoles, avui Barcelona, 1851), empresari, promotor del primer ferrocarril de la Península, de Barcelona a Mataró[7]
- Francesc Andreví i Castellar (Sanaüja, Segarra, 1786 - Barcelona, 1853), compositor (Dep. I, tanca, nínxol 1979, sense làpida)
- Manuel Saurí i Crespí (Barcelona, 1803 - Barcelona, 1854),[8] editor, autor de Guía de Barcelona
- Damià Campeny (Mataró, 1771 - Barcelona, 1855), escultor neoclàssic (al segon recinte, en lloc avui desconegut)
- Josep Torner (Barcelona, ca. 176- - ca. 1855), llibreter i editor (ossera individual, 438)?
- Salvador Bonaplata i Corriol (Barcelona, 1780- 1855), industrial, cofundador del primer vapor tèxtil d'Espanya, i Ramon Bonaplata i Nadal (m. 1869), continuador seu (Dep. II, A.C. 49)
- Josep Bertran i Ros (Barcelona, 1795 - 1855), jurista i polític
- Josep Antoni Balcells i Camps (Barcelona, 1777 - 1857), farmacèutic i científic (Dep. I, tanca, nínxol 904)
- Vicenç Rodés i Aries (Alacant, 1783 - Barcelona, 1858), pintor
- Josep Roura Estrada (Sant Feliu de Guíxols 1797 - Barcelona 1860), químic, va introduir l'enllumenat de gas a Espanya, va ser el primer director de l'Escola Industrial de Barcelona.
- Ferran de Sagarra i de Llinàs (Barcelona, 1802 - 1860), periodista i propagandista carlí, regidor de Barcelona (Dep. II, nínxol 999)
- Erasme de Janer i de Gònima (Barcelona, 1791 - 1862), industrial de teixits i hisendat, alcalde de Barcelona (1846) (Dep. II, A.C. 40)
- Bonaventura Carles Aribau (Barcelona, 1798 - 1862), poeta, iniciador de la Renaixença (a la capella; restes desaparegudes en 1936)
- Mateu Ferrer i Oller (Barcelona, 1788 - 1864), compositor
- Francesc Permanyer i Tuyets (Barcelona, 1817 - Madrid, 1864), jurisconsult i escriptor, alcalde de Barcelona (Dep. II, panteó 163, projecte d'Elies Rogent)
- Salvador de Samà i Martí, marquès de Marianao (Vilanova i la Geltrú, 1797 - l'Havana, 1866), industrial (Dep. II, panteons 275 i 251, projecte de Josep Oriol Mestres)
- Antonio Ortelli Dotti (Cernobbio, Como, Itàlia, 1809 - Barcelona, 1867), escultor, fabricant i introductor dels soldats de plom a Espanya[9]
- Domingo Dulce i Garay (Sotés, La Rioja, 1808 - Amélie-les-Bains-Palalda, França, 1869), militar, capità general de Catalunya
- Pau Muntadas i Campeny (Igualada, 1797 — Barcelona, 1870), empresari, cofundador de l'Espanya Industrial (Dep. II, arc capella 90)
- Ramon Vilanova i Barrera (Barcelona, 1801 - 1870), compositor i mestre de capella de la Catedral
- Pascual Madoz Ibáñez (Pamplona 1806 - Gènova 1870), polític navarrès, governdor civil de Barcelona, ministre espanyol d'Hisenda i autor del Diccionario geográfico (Dep. I, illa 4, panteó 7 interior; restes traslladades en 1904 al Cementiri de Montjuïc)
- Joan Güell i Ferrer (Torredembarra 1800 – Barcelona 1872), economista i industrial (Dep. II. A.C. 55, traslladats en 1955 al Monestir de Pedralbes)
- Teresa Prats i Vilanova (ca. 1784 - Sant Gervasi de Cassoles, Barcelona, 1873), mare de Joan Prim i Prats (Dep. I, illa 2a, núm. 21)
- Esteve Paluzie i Cantalozella (Olot, 1806 - Barcelona, 1873), pedagog i editor, i la seva família, entre els quals el seu fill Faustino Paluzie, editor (Dep. I, illa 1, nínxol 350).
- Lluís Dalmau i de Baquer (la Seu d'Urgell, 1806 - Gràcia, Barcelona, 1873), notari, militar i historiador (núm. 1114)
- Pere Doménech i Saló (Barcelona, 1821-1873), enquadernador (Dep. I, illa 3, exterior, nínxol 1070)
- Timoteu Capella i Sabadell (Xile,? - Barcelona, 1874), comerciant i navilier, president de l'Ateneu Català (Dep. II, arc capella 51).[10]
- Celedonio Ascacíbar y de Villota (m. Barcelona, 1874), comerciant i financer (Dep. II, arc capella 71).[10]
- Miquel Fluixenc i Trill (Tarragona, 1820- Barcelona 1874), pintor
- Josep Anselm Clavé (Barcelona, 1824 – 1874), polític, compositor i escriptor (Dep. II, tomba 65)
- Membres de la Societat Coral Euterpe, fundada per Clavé en 1850 (Dep. I, illa 3, nínxol 432)
- Estanislau Reynals i Rabassa (Barcelona, 1822-1876), advocat i escriptor, catedràtic i rector de la Universitat de Barcelona (Dep. II, arc capella 56)
- Jaume Biscarri i Bossom de Saga (Barcelona, 1837 – 1877), pianista i compositor (Dep. I, Illa Cerca, nínxol 2153, pis 5, però les restes se n'extregueren)
- Antoni Brusi i Ferrer (Barcelona 1815 - 1878), Diari de Barcelona (Dep. II, panteó 206, amb els seus pares i fills, sota el nom Familia Brusi)
- Joan Jover i Serra (Igualada 1823 - Barcelona 1879), empresari navilier i banquer (Dep. II, arc capella, 82).[11]
- Antoni Bergnes de las Casas (Barcelona 1801 - 1879), editor, filòleg, hel·lenista, rector de la Universitat de Barcelona (en un nínxol, sense làpida)
- Josep Antoni Muntadas i Campeny (Igualada, 1816 — Barcelona, 1880, empresari, cofundador de l'Espanya Industrial (Dep. II, arc capella 90)
- Josep Maria Serra i Muñoz (m. 1882), industrial i filantrop, marit de Dorotea de Chopitea (Dep. I, panteó)
- Francesc Puigjaner i Gual (Valls, 1834 - Gràcia, 1882), historiador, polític i actor
- Antonio López y López, marquès de Comillas (Comillas, Cantàbria, 1817 – Barcelona, 1883), navilier i comerciant (Dep. II, A.C. 3; buit, restes portades a Comillas)
- Anselm Barba i Balanzó (Barcelona, 1848 - 1883), organista i compositor
- Claudi Arañó i Arañó (Barcelona, 1827 - 1884), industrial (Dep. II, tomba 40)
- Francisca Soler de Ros (Barcelona, 1833 - 1884), Paca Soler, actriu[12]
- Narcís Monturiol (Figueres, 1819 – Sant Martí de Provençals, 1885) enginyer, polític i inventor d'un submarí (Dep. I, illa 1, nínxol 586; buida: restes traslladades en 1972 a Figueres)
- Tomàs Gorchs i Casadevall (m. 1886), impressor i editor (Dep. I, illa 3a, nínxol 998)??
- Salvador Maluquer i Aytés (Enviny, Pallars Sobirà, 1810 - Barcelona, 1887), jurista i alcalde de Barcelona (Dep. I, illa 2a, núm. 98)
- Josepa Massanés (Tarragona, 1811 - Barcelona, 1887), poeta del romanticisme i la Renaixença (Dep. I, nínxol exterior 210, illa 2a)
- Miquel Garriga i Roca (Alella, 1804 - Barcelona, 1888), arquitecte i urbanista
- Isidor Pons Roura (Figueres, - Barcelona, 1889), financer i empresari, cofundador del Banco Hispano Colonial i empresari (Dep. II, panteó 113, Isidoro Pons y familia)
- Ignasi Girona i Agrafel (Barcelona, 1824 - 1889), financer i empresari (Dep. II, panteó Bruguera-Vilanova-Girona)
- Evarist Arnús i de Ferrer (Barcelona 1820 - 1890) financer (Dep. II, panteó 139)
- Joan Oliveres i Gavarró (Cervera, 1812 – Barcelona, 1891), impressor i editor (Dep. I, illa 3a exterior, núm. 721) o 2a ext.
- Pere Tintorer i Sagarra (Palma, 1814 - Barcelona, 1891) pianista i compositor (Dep. I, illa 1, interior nínxol 778)
- Narcís Josep Maria Bladó (Mallorca, 1821 - Barcelona, 1891), arquitecte (Dep. I, illa 3a, nínxol 142)
- Rossend Nobas i Ballbé (Barcelona, 1838-1891), orfebre i escultor (Dep. I, nínxol exterior, illa 2a, 1411)
- Josep Mansana i Dordán (- Barcelona, 1892), empresari del gas i col·leccionista d'art japonès (Dep. I, illa 4, panteó)
- Emili Pi i Molist (Barcelona, 1829-1892), psiquiatre i escriptor (Dep. I, illa 4a, nínxol 301)
- Gabriel Balart i Crehuet (Barcelona, 1824 - 1893), compositor (Dep. I, illa 3a, nínxol exterior 1368)
- Pere Bosch i Labrús (Besalú, 1827 – Barcelona, 1894), economista, empresari i polític (Dep. II, arc capella 4)
- Josep Oriol Mestres (Barcelona, 1815 - 1895), arquitecte (Dep. II, nínxol preferent 111, sense làpida ni nom)
- Frederic Soler, "Serafí Pitarra" (Barcelona, 1839-1895), poeta, dramaturg i empresari teatral (va ésser sebollit a la mateixa tomba que Clavé, amic seu, però les restes foren traslladades, en 1964, al Cementiri de Montjuïc)
- Joaquim Rubió i Ors, (Barcelona, 1818 - 1899), escriptor i rector de la Universitat de Barcelona (Dep. I, illa 3a, nínxol exterior 356)
- Agustí Rigalt i Cortiella (Barcelona, 1836 - 1899), pintor
- Francesc Canals Ambrós, el Santet (Barcelona, 1877 - 1899), jove humil, dependent de comerç mort als 22 anys, pel qual hi ha una devoció religiosa popular i a qui s'atribuixen miracles (Dep. I, illa 4A, nínxol interior central 138)
- Francisco de Paula del Villar y Lozano (Múrcia, 1828 - Barcelona, 1901), arquitecte
- Camil Fabra i Fontanills, marquès d'Alella (Barcelona, 1833 – 1902), empresari tèxtil i polític (Dep. II, panteó 257)
- Valentí Almirall (Barcelona, 1841-1904), ideòleg i polític, autor de Lo nacionalisme (Dep. II, nínxol preferent 36).
- Teodor Bonaplata i Sistachs (Barcelona, 1841 - 1904), actor
- Alexandre de Bacardí i de Janer (Barcelona, 1815 o 1822 - 1905), jurista barceloní (Sepultura núm. 40, prop del departament I)
- Francesca Vidal i Guixà (1833-1905), monja, primera superiora general de les Caputxines de la Mare del Diví Pastor (Dep. I, illa 1, interior nínxol 823)
- Dolors Masferrer i Bosch ( - Barcelona, 1905), terratinent, impulsora de la urbanització de les Corts (Dep. II, panteó 129, a nom de Josep Comas)
- Alexandre Maria Pons i Serra (Barcelona, 1859 -1907), empresari i polític (Dep. II, panteó 113, Isidoro Pons y familia)
- Pere Bassegoda i Mateu (Barcelona, 1817-1908), mestre d'obres, arquitecte[13]
- José Ruiz Blasco (Màlaga, 1838 – Barcelona, 1913), pintor andalús, pare del pintor Pablo Picasso (Dep. III, illa 1, nínxol 560, "Família Vilató")
- Marià Foix i Prats (Barcelona 1856 – 1914), dibuixant i il·lustrador
- Gaietà Soler i Perejoan (Badalona, 1863 - Barcelona, 1914), prevere i periodista (Dep. I, illa 3a, exterior, núm. 399)
- Josep Ferrer i Esteve (Girona, 1835 - Barcelona, 1916), guitarrista i compositor
- Encarnació Colomina i Agustí (Ós de Balaguer, 1848 - Barcelona, 1916), religiosa, fundadora de les Missioneres Filles de la Sagrada Família de Natzaret, serventa de Déu (Dep. I, illa 2a, núm. 477)
- Manuel Porcar i Tió (Tortosa, 1841 - 1918), polític i empresari, alcalde de Barcelona (Dep. II, peristil 2)
- Eusebi Güell i Bacigalupi, comte de Güell (Barcelona, 1846 - 1918), industrial, polític i mecenes (Dep. II, A.C. 55)
- Agustí Trilla i Alcover (Cervera, 1851 - Barcelona, 1919), jurista (Dep. III, illa 1a ext., núm. 1.199, pis 1r) (restes traslladades posteriorment a un altre indret)
- Felipa Domènech i Ferrés (1874 –1921), mare de l'artista Salvador Dalí i Domènech (, núm 169)[14]
- Joaquim Jover i Costa (Barcelona 1854 - 1922), empresari navilier català, I marquès de Gelida (Dep. II, arc capella, 82).
- Lluís Marià Vidal i Carreras (Barcelona, 1842 - 1922), enginyer de mines, geòleg i president del Centre Excursionista de Catalunya i de l'Ateneu Barcelonès.[15]
- Miquel Mas i Bargalló (Reus, 1846 – Barcelona, 1923), músic i guitarrista reusenc.
- Joan Llimona i Bruguera (Barcelona, 1860 - 1926), pintor del Modernisme.
- Pepe Bergés i Olivé (- Barcelona, 1928), actor popular de teatre i sarsuela[16]
- Narcís Oller (Valls, 1846 - Barcelona, 1930), novel·lista, autor en català (Dep. II, nínxol preferent 110)
- Enric Galwey i Garcia (Barcelona, 1864 - 1931), pintor
- Frederic Masriera i Manovens (Barcelona 1846 - 1932), fonedor i orfebre (Dep. I, illa 2a, nínxol preferent 3)
- Josep Llimona i Bruguera (Barcelona, 1864 - 1934), escultor (Dep. II, nínxol pref. 93, primer pis, sense el seu nom)
- Antonet, Umberto Guillaume (Brescia 1872 - París 1935), pallasso, considerat el més complet clown de la història del circ, que tingué com a parelles Grock i Beby
- Pau Xavier d'Areny-Plandolit (Tolosa de Llenguadoc, 1876 - Barcelona, 1936), metge, fundador i director del Museu de Ciències Naturals d'Andorra.[17]
- Pauleta Pàmies i Serra (Barcelona, 1851 - 1937), ballarina de dansa clàssica (Dep. I, illa 2 interior centre, nínxol 215, "Família Vidal Plana")[18]
- Carles Capdevila i Recasens (Barcelona, 1879 - 1937), escriptor i actor, pintor, traductor, crític d'art i periodista
- Miquel Llobet i Solés (Barcelona, 1878 - 1938), compositor i guitarrista (Departament I, illa 1a exterior, pis 3r, núm. 19)
- Juli Junyer i Padern (Vilamaniscle, 1892 – Barcelona, 1938), religiós i professor salesià, mort com a màrtir i beatificat per l'Església Catòlica
- Josep Santpere i Pey (Barcelona, 1875-1939), actor, la seva dona Rosa Hernáez i Esquirol i la seva filla Mary Santpere (Dep. I, illa 3a interior, tomba menor 6, amb el nom Josep Santpere)
- Ramon d'Alòs-Moner i de Dou (Barcelona, 1885 – 1939), erudit, historiador i bibliotecari (Dep. I, illa 2a exterior, núm. 113)
- Eliseu Meifrèn i Roig (Barcelona, 1858 – 1940), pintor (Dep. III, illa 2a, nínxol int. 251)??
- Carolina Montagne Roux (França, 1858 - Barcelona, 1941), modista catalana (Dep. II, nínxol preferent 191, a nom de Dolors Valentí Montagne)
- Josep Baguñà i Martra (1870- Barcelona, 1942), editor
- [Ricot i Ruet], Fanny Ricot (Lió, França, 1855 - Barcelona, 1947), modista, dissenyadora de modes modernista (Dep. II, panteó 90 bis, Rouvière)
- Josep Brangulí i Soler (Hospitalet de Llobregat, 1879 - Barcelona, 1945), fotoperiodista (Dep. I, illa 3a, nínxol exterior 294)
- Bonaventura Conill i Montobbio (Barcelona, 1876 – 1946), arquitecte modernista (Dep. II, tomba 100) ´
- Joan Vilató Gómez (Barcelona, 1885 - 1947), metge (Dep. III, illa 1, nínxol 560, "Família Vilató")
- Jorge Folch i Rusiñol (Barcelona, 1926 - 1948), poeta (Dep. I, illa 4a, panteó 22 (central))
- Estanislau Duran i Reynals (Barcelona, 1894 - 1950), advocat i polític (Dep. II, arc capella 56)
- Josep Pous i Pagès (Figueres, 1873 - Barcelona, 1952) escriptor, periodista i polític (Dep. I, tanca 1a, nínxol 877, "Família de Josep Pous i Pagès")
- Francesc Berenguer i Bellvehí (Sant Joan de Gràcia, Barcelona, 1889 – Barcelona, 1952), arquitecte noucentista (Dep. I, illa 1a, nínxol 168)
- Ricard Suñé i Álvarez (Barcelona, 1913 - 1952), periodista català, redactor d'El correo catalán i cronista de Barcelona a títol pòstum
- Carmen Tórtola Valencia (Sevilla, 1882 – Barcelona, 1955), ballarina (Dep. III, panteó 12)
- Joan Santamaria i Monné (Lleida, 1884 - Barcelona, 1955), jurista i escriptor (Dep. I, nínxol 1.461)[19]
- Isabel Güell i López (Barcelona, 1872 - 1956), compositora (Dep. II. A.C. 55)
- Rafael Llimona i Benet (Barcelona, 1896-1957), pintor
- Carles Cardó i Sanjoan (Valls, 1884 – Barcelona, 1958), eclesiàstic i escriptor, canonge de la seu de Barcelona i pensador humanista (Dep. III, tanca, nínxol (ossari) 2884)
- Joaquim Maria d'Alòs i de Dou de Martín i de Moner, marquès de Dou (1865-1959)
- Maria Vila (Gràcia, Barcelona 1897 - Barcelona, 1963) i Pius Daví (Moià 1891 - Barcelona 1956), actors teatrals (Dep. III, illa 1a, nínxol 629)
- Eliseu Martí Candela (Alcoi, 1889 – Barcelona, 1963), músic pedagog i compositor.
- Emília Baró i Sanz (Barcelona, 1882 - 1964), actriu
- Rosa Hernáez i Esquirol (Barcelona, 1888-1964), actriu, amb el seu marit Josep Santpere i Pey i la filla Mary Santpere (Dep. I, illa 3a interior, tomba menor 6, amb el nom Josep Santpere)
- Joaquim Pere Marès Gribbin (Barcelona, 1888-1964), violoncel·lista, fundador del Trio Barcelona
- Ernest Santasusagna i Santacreu (Barcelona, 1900 - 1964), pintor
- Francesc d'Assís Galí i Fabra (Barcelona 1880 - 1965), pintor i pedagog
- Romà Bonet i Sintes Bon (Barcelona, 1886 - 1966) dibuixant caricaturista i pintor (Dep. III, illa 1a, nínxol 323)
- Raimon Duran i Reynals (Barcelona, 1895 - 1966), arquitecte (Dep. II, arc capella 56)
- Albert Maluquer Maluquer (Barcelona, 1894 — Póvoa de Varzim, Portugal, 1966), periodista i dirigent esportiu (Dep. I, illa 1, nínxol 368).
- Rafael Gay de Montellà (Vic, 1882 - Barcelona, 1969), advocat i jurista
- Josep Vilató i Ruiz, conegut com a J. Fin (Barcelona 1916 – París 1969), pintor i gravador (Dep. III, illa 1, nínxol 560, "Família Vilató")
- Bernard Daudu (Nigèria, 1945 - Barcelona, 1969), boxador
- Darius Rumeu i Freixa (Barcelona, 1886-1970), polític i financer, segon baró de Viver, alcalde de Barcelona entre 1924 i 1930 (Dep. I, illa 3a, exterior, nínxol 413)?
- Julio Fleischner y Roos, Conde de Gomar (1893 - Barcelona, 1975), director de cinema (Dep. I, nínxol 1.408)[20]
- Ramon Reventós i Farrarons (Barcelona, 1892 - Barcelona, 1976), arquitecte.
- Emilio Freixas (Barcelona, 1899 - 1976) nom artístic d'Emilio Freixas Aranguren, dibuixant de còmic, il·lustrador, publicista i escenògraf.
- Dolors Hostalrich Fa (Barcelona, 1891 - 1979), bibliotecària i traductora, esposa de Josep Maria de Casacuberta (Dep. I, illa 1, nínxol preferent 109, corresponent a Cayetano Roger y Aymerich)
- Josep Maria Madurell i Marimon (Barcelona, 1893 - 1983), historiador i arxiver (Dep. I, illa 2a, nínxol 419)
- Lola Anglada (Barcelona, 1893 – Tiana, 1984), dibuixant i narradora infantil (Dep. I, illa 3a interior, nínxol de preferència 28, pis 1r, amb el nom Gabriel Anglada)
- Josep Maria de Casacuberta i Roger (Barcelona, 1897 - 1985), filòleg i editor, fundador d'Editorial Barcino (Dep. I, illa 1, nínxol preferent 109, corresponent a "Cayetano Roger y Aymerich")
- Maria Llimona i Benet (Barcelona, 1894-1985), escultora (Dep. I, illa 4a, tomba menor 15)
- Josep Maria Mallol i Suazo (Barcelona, 1910 - 1986), pintor (Dep. II, nínxol preferent 136)
- Xavier Brangulí i Claramunt (Barcelona, 1918-1986), fotògraf (Dep. I, illa 3a, nínxol exterior 294)
- Marià Manent i Cisa (Barcelona, 1898-1988), poeta i escriptor (Dep. II, tomba 277, al panteó d'Isidre Quer, besavi matern del poeta)
- Albert Folch i Rusiñol (Barcelona 1922 - 1988), químic i empresari, col·leccionista d'art (Dep. I, illa 4a, panteó 22 (central))
- Joan Torrents i Maymir (Barcelona, 1901 - 1989), violoncel·lista (Dep. III, illa 1, nínxol 232)
- Felip Peña (Barcelona, 1921 - 1989), actor (Dep. I, nínxol 1.315)[21]
- Rafael Solanic i Balius (Barcelona 1895 - 1990), escultor noucentista (Dep. I, illa 2a, exterior, nínxol 851)
- Cassen, Cast Sendra i Barrufet (Tarragona, 1928 - Barcelona, 1991), actor (Dep. III, illa 2a, tomba 28)
- Joaquim Brangulí i Claramunt (Barcelona, 1913-1991), fotoperiodista (Dep. I, illa 3a, nínxol exterior 294)
- Rosa Maria Arquimbau i Cardil (Barcelona, 1909 - 1992), escriptora, periodista, feminista (Dep. I, illa 4a, nínxol 705)
- Mary Santpere (Barcelona, 1913-1992), actriu, i els seus pares, els actors Josep Santpere i Pey i Rosa Hernáez Esquirol (Dep. I, illa 3a interior, tomba menor 6, amb el nom Josep Santpere)
- Lluís Bonet i Garí (el Cros, Argentona, 1893 - Barcelona 1993), arquitecte (Dep. III, tomba menor 51)
- Tomàs Garcés i Miravet (Barcelona, 1901 - 1993), poeta i escriptor (Dep. III, illa 2a, tomba menor 14)
- Josep Font i Solsona (Barcelona 1908 – Calella 1993), historiador i folklorista, arxiver a Pineda (Dep. III, illa 2a, nínxol 229)
- Mercè Vilaret i Llop (Sant Cugat del Vallès, 1940 - Barcelona, 1993), realitzadora de televisió (Dep. I, illa 3a, nínxol 394)
- Marçal Olivar i Daydí (Barcelona, 1900 - 1994), filòleg i traductor (Dep. I, illa 2a, interior centre, nínxol 130)
- Joan Sardà i Dexeus (Barcelona, 1910 - 1995), economista (Dep. I, illa 3a, exterior, nínxol 22)
- Sergi Selma Martínez (Barcelona 1970-1995), boxador, campió d'Espanya (Dep. III, tanca, nínxol 208).
- Xavier Vilató i Ruiz, (Barcelona, 1921 - París, 2000), pintor (Dep. III, illa 1a, nínxol 560, Família Vilató)
- Ramon Sabatés Massanell (Barcelona, 1915 -2003), dibuixant d'historietes, creador d'Els Invents del Professor Franz de Copenhaguen (Dep. I, illa 1a interior, nínxol 1504, pis 4t)
- Gonçal Lloveras i Vallès (Barcelona 1926 - 2003), metge endocrinòleg i escriptor (Dep. I, illa 3a exterior, núm. 5)
- Rosa Deulofeu i González (Barcelona, 1959 — 2004), laica dedicada a l'evangelització de la joventut; serventa de Déu (Dep. I, illa 3a, nínxol preferent 66)
- Han Stemerdink (Winterswijk, Països Baixos, 1958 - Barcelona, 2004), músic, instrumentista de fustes, membre de The Swingles i del Luis Paniagua Trio (Dep. I, illa 3a interior, núm. 968)
- Montserrat Martí i Bas (Barcelona, 1916-2005), bibliotecària, bibliògrafa i escriptora (Dep. I, tanca 1a, nínxol 2581)
- Agustí de Semir Rovira (Barcelona, 1918 - 2006), advocat (Dep. I, illa 1a, exterior, nínxol 389)
- Xavier Valls i Subirà (Barcelona, 1923 - 2006), pintor (Dep. I, illa 2a, nínxol preferent 65)
- Carlos Freixas i Baleitó (Barcelona, 1923 - 2003), historietista i il·lustrador (Dep. I, nínxol 1.386, pis 3r)[22]
- Llorenç Galmés (Manacor, 1925 - Barcelona, 2006), teòleg i historiador dominic (nínxol dels dominics, Dep. I, illa 2, nínxol 959)
- Benita Aizcorbe Bausili (Barcelona, 1923-2006), periodista i feminista (Dep. I, tanca 1, nínxol 3335, Aizcorbe)
- José Luis de Vilallonga, marquès de Castellbell (Madrid 1920 - Port d'Andratx 2007), escriptor en castellà, actor i aristòcrata (Dep. II, panteó 122)
- Josep Maria Garrut i Romà (Barcelona, 1915 - 2008), historiador de l'art (Dep. I, illa 3a, panteó 7).
- Elsa Fàbregas (Buenos Aires, 1921 - Barcelona, 2008), actriu de doblatge
- Jordi Sabater i Pi (Barcelona, 1922 - 2009), etòleg i primatòleg, descobridor de Floquet de Neu (Dep. I, illa 1, interior centre, nínxol 128)
- Lluís Dalmau Carroggio (Barcelona, 1935-2010), dissenyador, cofundador de l'estudi Equip 63 (Dep. I, illa 3, exterior, nínxol 1072).
- Núria Llimona i Raymat (Barcelona, 1917 – 2011), pintora (Dep. I, illa 3a, pis 1, nínxol 1070, a nom de Joan Llimona)
- Albert Manent i Segimon (Premià de Dalt, 1930 – Barcelona, 2014), escriptor i historiador català (Dep. II, tomba 277, panteó d'Isidre Quer).
- Leandre Villaronga i Garriga (Barcelona, 1919 - 2015), numismàtic i historiador (Dep. II, nínxol preferent 174)
- Lluís Marsans i Julià (Barcelona, 1930 - 2015), pintor (Dep. I, illa 4a, tomba esp. 1).
- Albert Serratosa i Palet (Barcelona, 1927 - 2015), enginyer de camins, canals i ports i urbanista (Dep. I, illa 1a, tomba menor 135)
- Aurora Altisent i Balmas (Barcelona, 1928 - 2022), pintora, dibuixant i escultora (Dep. I, illa 1, interior, columbari cinerari 227
- Josep Maria Fusté i Blanch (Linyola, 1941 - Barcelona, 2023), futbolista (Dep. III, illa 1, nínxol interior 340)

I panteons d'algunes famílies importants a la ciutat durant el segle xix: Porcar, Arnús (panteons 119 i 139), Girona, Güell, Garriga i Nogués (Dep. I, illa 4, panteó 20), Bonaplata (Dep. II, A.C. 49), Jaumandreu, Macaya, Brusi (Dep. II, panteó 206), marquesos d'Alfarràs (Dep. I, illa 3a exterior, núm. 413-414), marquesos de Dou (tanca 1a, núm. 3556), marquesos de Lamadrid, etc.